# Sciades sakishimanus
Sciades sakishimanus là một loài bọ cánh cứng trong họ Cerambycidae.